# Лойко Григорій Григорович
Лойко Григорій Григорович (*24 січня 1904, Любомль, Волинська область — †16 жовтня 1995, Київ) — радянський, український актор. Заслужений артист України (1951).

## Біографія
Навчався у 3-й майстерні студії «Березіль» у Білій Церкві під керівництвом Я. Бортника та Київському театральному інституті.
Працював у Харківському (1931–1944) та Київському (1944–1965) театрах музичної комедії. 
Знявся в кіно: «Нестерка» (1955), «Ні пуху, ні пера» (1973, реж. В. Іванов; Канделябр). 
Працював на озвучуванні мультфільмів: «Пригоди Перця» (1961), «Заєць та їжак» (1963), «Казка про царевича і трьох лікарів» (1965, читає текст).